# Complicitus nigrigularis
Genre
Espèce
Synonymes
- Calotes nigrigularis Ota & Hikida, 1991

Complicitus nigrigularis, unique représentant du genre Complicitus, est une espèce de sauriens de la famille des Agamidae.

## Répartition
Cette espèce est endémique du Sabah en Malaisie. 

## Publications originales
- Manthey & Grossmann, 1997 : Amphibien & Reptilien Südostasiens. Natur und Tier Verlag (Münster), p. 1-512.
- Ota & Hikida, 1991 : Taxonomic review of the lizards of the genus Calotes Cuvier 1817 (Agamidae Squamata) from Sabah, Malaysia. Tropical Zoology, vol. 4, no 2, p. 179-192.